# Besence, Baranya
Besence este un sat în districtul Sellye, județul Baranya, Ungaria, având o populație de 124 de locuitori (2011). 

## Demografie
Componența etnică a satului Besence
     Maghiari (83,7%)
     Romi (16,3%)
Componența confesională a satului Besence
     Romano-catolici (49,19%)
     Reformați (15,32%)
     Fără religie (14,52%)
     Necunoscută (20,97%)
Conform recensământului din 2011, satul Besence avea 124 de locuitori. Din punct de vedere etnic, majoritatea locuitorilor (83,7%) erau maghiari, cu o minoritate de romi (16,3%). Nu există o religie majoritară, locuitorii fiind romano-catolici (49,19%), reformați (15,32%) și persoane fără religie (14,52%). Pentru 20,97% din locuitori nu este cunoscută apartenența confesională.